# Рікардо Хосевар
Рікардо Хосевар (порт. Ricardo Hocevar; нар. 5 травня 1985) — колишній бразильський тенісист.
Найвищу одиночну позицію світового рейтингу — 149 місце досяг 15 червня 2009, парну — 148 місце — 21 вересня 2009 року.

## Фінали ATP Челленджер

### Одиночний розряд: 3 (1–2)
| Легенда              |
| Серія ATP Челленджер |

| Результат | Ранг | Дата           | Турнір                     | Покриття | Суперник        | Рахунок            |
| --------- | ---- | -------------- | -------------------------- | -------- | --------------- | ------------------ |
| Поразка   | 1.   | 7 липня 2008   | Богота, Колумбія           | Ґрунт    | Маріано Пуерта  | 6–7(2–7), 5–7      |
| Поразка   | 2.   | 16 квітня 2012 | Сантус, Бразилія           | Ґрунт    | Іво Мінарж      | 6–4, 1–6, 4–6      |
| Перемога  | 1.   | 1 жовтня 2012  | Белен (Бразилія), Бразилія | Тверде   | Тіємо де Баккер | 7–6(7–1), 7–6(7–4) |

### Парний розряд: 9 (1–8)
| Легенда              |
| Серія ATP Челленджер |

| Результат | Ранг | Дата             | Турнір                     | Покриття | Партнер          | Суперники                          | Рахунок           |
| --------- | ---- | ---------------- | -------------------------- | -------- | ---------------- | ---------------------------------- | ----------------- |
| Поразка   | 1.   | 2 квітня 2007    | Монца, Італія              | Ґрунт    | Алешандре Сімоні | Натан Гілі Джордан Керр            | 4–6, 3–6          |
| Поразка   | 2.   | 6 жовтня 2008    | Флоріанополіс, Бразилія    | Ґрунт    | Андре Мієле      | Рожеріу Дутра Сілва Жуліо Сілва    | 6–3, 4–6, [4–10]  |
| Поразка   | 3.   | 3 листопада 2008 | Гуаякіль, Еквадор          | Ґрунт    | Тьяго Алвес      | Себастьян Декуд Сантьяго Хіральдо  | 4–6, 4–6          |
| Перемога  | 1.   | 20 липня 2009    | Манта (Еквадор)            | Тверде   | Андре Мієле      | Сантьяго Гонсалес Орасіо Себальйос | 6–1, 2–6, [10–7]  |
| Поразка   | 4.   | 14 вересня 2009  | Калі (місто), Колумбія     | Ґрунт    | Жоао Соуза       | Себастьян Прієто Орасіо Себальйос  | 6–4, 3–6, [5–10]  |
| Поразка   | 5.   | 7 червня 2010    | Кошиці, Словаччина         | Ґрунт    | Кайо Замп'єрі    | Мілослав Мечирж Марек Сем'ян       | 6–3, 1–6, [11–13] |
| Поразка   | 6.   | 1 серпня 2011    | Кампус-ду-Жордау, Бразилія | Тверде   | Жуліо Сілва      | Хуан Себастьян Кабаль Роберт Фара  | 2–6, 3–6          |
| Поразка   | 7.   | 12 вересня 2011  | Белу-Оризонті, Бразилія    | Ґрунт    | Крістіан Лінделл | Гвідо Андреоцці Едуардо Шванк      | 2–6, 4–6          |
| Поразка   | 8.   | 6 червня 2013    | Rio Quente, Бразилія       | Тверде   | Леонарду Кірше   | Фабіано де Паула Марсело Демолінер | 3–6, 4–6          |